# Cinema 4D
Cinema 4D é um programa de computador comercial multiplataforma para modelagem 3D, texturarização, iluminação, animação e renderização 3D, desenvolvido pela empresa alemã MAXON Computer GmbH. Ele é capaz de modelagem procedural e poligonal. Já foi usado em alguns filmes/animações, tais como: We Are the Strange, Polar Express, Open Season e Monster House.
Começando com a versão 11, Cinema 4D para Mac agora é programado para usar a API Cocoa, que garante melhor desempenho usando a arquitetura de 64 bits de Macs que usam tecnologia Intel. Para Macs que não usam tecnologia Intel, há disponível o modo de 32 bits.
O lançamento do CINEMA 4D 11 trouxe melhorias em diversos módulos, principalmente no tempo e qualidade da renderização com iluminação global, animação não-linear, e integração do Projection Man, um sistema de Matte Painting, desenvolvido originalmente pela MAXON com exclusividade para Sony Pictures Imageworks, e que está disponível agora para todos os usuários do CINEMA 4D. Usuários avançados podem facilmente renderizar projetos utilizando o CineMan, renderizador da Pixar, o RenderMan Pro Server, ou usar outros renderizadores baseados em RenderMan, incluindo 3Dlight (da DNA reserch) e AIR (da SiTex Graphics) através do suporte ao formato RIB.

## Visão Geral
Cinema 4D é uma aplicação 3D para retoque de filmes muito popular, devido a sua ferramenta 3D, Pintura de Corpos (BodyPaint), e igualmente popular na criação de filmes. Inicialmente, Cinema 4D foi desenvolvido para computadores Amiga, porém mais tarde, foi lançada para Mac OS X, Microsoft Windows, e recentemente, para Linux.
Cinema 4D usa uma linguagem de script, chamada COFFEE, que é muito similar à forma de JavaScript, e uma moderna API para C++ com um extensivo SDK para desenvolver plugins independentes da plataforma. O SDK gratuito para criação de plugins, vem com o programa (incluindo na versão DEMO) e está disponível em Plugin Cafe.
O Cinema 4D é usado na computação gráfica 3D que trabalha criando grupos de vértices que formam superfícies quando conectados. A ilusão da terceira dimensão é criada modelando objetos de múltiplas superfícies. Figuras, filmes e ambientes de jogos eletrônicos podem ser criadas com essa técnica.
Quatro diferentes pacotes foram lançados pela MAXON: o núcleo do Cinema 4D, o XL-Bundle (incluindo .NET Render, PyroCluster, Advanced Render, MOCCA e Thinking Particles), o Studio Bundle, que inclui todos os módulos, e o Production Bundle, que vem com um contrato de serviço, uma versão para GNU Linux, suporte Renderman e um número de outras funções mais. Essa versão só está disponível para pedido.
MAXON criou o meio para todos os usuários serem hábeis a "entrar" no mundo 3D se possuindo esse software. Mais notavelmente, MAXON criou uma comunidade para educadores e estudantes em CINEVERSITY.com. Também há outras comunidades online como c4d cafe e Cgtalk. MAXON empacotou manuais e tutoriais com o Cinema 4D. Esses mesmos estão em formato HTML, que por sua vez, são multiplataforma.
Cinema 4D foi abraçado pela comunidade Adobe After Effects, por causa das etiquetas de composição externa de C4D e objetos IDs que exportam dados 3D e separam inforamação de alpha e profundidade eficientemente e simples. Por causa da função de exportação suportar também o Final Cut Pro da Apple Inc. e outros softwares populares, ele se adapta bem em algumas configurações de estúdios pós-produção.

## Módulos
Como o núcleo da aplicação (modelagem, texturarização, iluminação e renderização), Cinema 4D também possui alguns add-ons (ou módulos), diponíveis para expandir as capacidades do programa. Esses add-ons incluem:
- Advanced Render (iluminação global/HDRI, cáustica, oclusão de ambiente e simulação de céu)
- BodyPaint 3D (pintura direta nas mechas UVW)
  - A partir da versão 10.0 do Cinema 4D, o módulo BodyPaint 3D vem integrado no pacote básico
- Dynamics (para simulação de corpos)
- HAIR (simula cabelo, pêlos, grama, etc.)
- MOCCA (animação de personagem e simulação de tecido)
- MoGraph (conjunto de ferramentas para animação e modelagem procedural)
- NET Render (para renderizar animações numa rede TCP/IP em "render farms")
- PyroCluster (simulação de efeitos de fumaça e fogo)
- Sketch & Toon (ferramentas para animações baseadas em "esqueletos," Cel shading e técnicas de desenho cartoon)
- Thinking Particles (sistema de partículas baseado em nós (node))

Em 2007, quatro motores de renderização high-end alternativos são atualmente disponíveis para Cinema 4D como plug-ins:
- finalRender stage 2.0SP2 de Cebas Computer GmbH (não muito desenvolvido desde janeiro de 2007)
- MaxwellRender de Next Limit Technologies
- Renderman Connection de MAXON
- Indigo Renderer de Radiance

## História

### 1990 a 1995
- 1990 - Christian e Philip Losch entram, com o seu renderizador, na competição mensal da Kickstart Magazine e vencem a competição
- 1991 - FastRay (primeiro nome do Cinema 4D) é lançado para Amiga
- 1993 - Lançamento do Cinema 4D 1.0 para Amiga
- 1994 - Lançamento do Cinema 4D 2.0 para Amiga
- 1995 - Lançamento do Cinema 4D 3.0 para Amiga. Planos são feitos para "portar" Cinema 4D na plataforma PC. Novo time de programadores iniciam o desenvolvimento de um completamente novo e independente da arquitetura do sistema operacional, Cinema 4D

### 1996 a 2001
- 1996 - Cinema 4D 4.0 para Microsoft Windows, NT Alpha e Macintosh é lançado. A primeira versão multi-processora do Cinema 4D é disponibilizada
- 1997 - O desenvolvimento dessa versão de nível de produção é iniciada, integrando as últimas tecnologias. A primeira versão notável foi lançada - Cinema 4D XL 5.0
- 1998 - Cinema 4D SE 5.0 é lançado
- 1999 - Cinema 4D GO 5.0 é lançado. Cinema 4D NET é lançado
- 2000 - Cinema 4D XL 6.0 é lançado. BodyPaint 3D (pintura de corpos 3D) é disponível como uma versão integrada para Cinema 4D e a versão executável para outros pacotes 3D
- 2001 - Cinema 4D ART é lançado. Módulo PyroCluster é introduzido. Cinema 4D XL 7.0 é lançado. MAXON integra o shader Smells Like Almonds do bhodiNUT. Módulo Dynamics é introduzido

### 2002-atualmente
- 2002 - Cinema 4D 8.0 é lançado com um sistema modular. Os novos módulos são: Advanced Render, PyroCluster, MOCCA e Thinking Particles
- 2003 - BodyPaint 3D 2.0 é introduzido
- 2003 - Cinema 4D 8.5 é lançado. Módulo Sketch and Toon é introduzido
- 2004 - Cinema 4D 9.0 é lançado
- 2005 - Cinema 4D 9.0 64 é lançado.MAXON se torna a primeira vendedora 3D High-End à lançar uma versão de 64-bits de seu software. Cinema 4D 9.5 é lançado. Módulo HAIR é introduzido
- 2006 - Cinema 4D se torna a primeira aplicação profissional de gráficos 3D lançada para os novos processadores da Intel: Intel Core Duo, Core 2 Duo e Xeon. Cinema 4D 9.6 é lançado. Módulo MoGraph é introduzido. Cinema 4D 10.0 com BodyPaint 3D integrado, é lançado
- 2007 - CINEMA 4D R10.5 é lançado, e atualizações são feitas no MOCCA e MoGraph, também é otimizado o módulo HAIR
- 2008 - CINEMA 4D R11 é lançado. O Advanced Render 3 é implantado ofereçendo mais qualidade no Global Illumination e dando mais suporte para animações. CINEMA 4D agora suporta arquitetura em 64-bit no Apple G5 e Macs com Intel. Animação Não-Linear é completamente retrabalhada
- 2009 - CINEMA 4D R11.5 é lançado. É perfeitamente compatível com Microsoft Windows 7 e Apple Inc. Mac OS X Snow Leopard. Melhora no acompanhamento de renderização e otimização do tempo de renderização
- 2012 - CINEMA 4D R12.0 é lançado no Brasil.
- 2017 - CINEMA 4D R19.0 é lançado. Com melhorias no suporte de midia, adições de recursos e aperfeiçoamento das funções existentes

## MAXON Computer GmbH
A MAXON Computer faz o desenvolvimento de soluções profissionais 3D de modelação, pintura, renderização e animação. Os seus produtos têm sido extensivamente usados no cinema, televisão, ciência, arquitectura, engenharia e outras industrias. Os produtos MAXON tem sido utilizados em filmes como StarWars 2- The Attack of the Clones, Spiderman, The Mummy Returns, Gladiator, Tomb Raider, no novo logo da Columbia TriStar Film, no On-Air Packages para a Comedy Central, Monday Night Football, Discovery Channel Canada, Inspector Gadget, para os Emmys na CBS, TiVO, NBC, DirectTV, CBS,NFL, Mad TV, Smart House, J.A.G., The WB, Fox Kids, e muitos outros.

## Requerimentos de sistema
Requisitos de hardware mínimos
- Windows 7 SP1 de 64 bits ou superior na CPU Intel ou AMD de 64 bits com suporte SSE3 ou

- MacOS 10.11.6 ou 10.12.4+ com CPU de 64 bits rodando em Apple Macintosh com
- 4 GB de RAM (8 GB ou mais recomendado), placa gráfica OpenGL compatível com o OpenGL 4.1 (GPU dedicado recomendado)

- O processador GPU requer uma NVIDIA ou Placa gráfica AMD no Windows ou AMD no MacOS que ofereça suporte ao OpenCL 1.2 ou superior. Recomendamos pelo menos 4 GB VRAM para renderização GPU.

Requisitos de hardware recomendados
- 8 GB RAM
- Quad Core CPU ou Superior
- Memória de Video 4096MB NVidia ou superior